# 古斯塔夫·拜尔
古斯塔夫·拜尔（挪威語：Gustav Bayer，1895年3月23日—1977年9月5日），挪威男子竞技体操运动员。他曾代表挪威获得1920年夏季奥运会体操比赛男子团体自由式银牌。他于1977年在奥斯陆去世。